# Yellow Cup 1983
Der Yellow Cup 1983 (auch als «Yellow-Cup 82» bezeichnet) war die elfte Austragung des Handballturniers, ausgerichtet durch den Verein Yellow Winterthur. Die Spiele fanden am 1. und 2. Januar 1983 in der Eulachhalle von Winterthur und der Buechenwaldhalle von Gossau (beide Kanton Zürich) statt. Teilnehmer des Einladungsturniers waren die personell geschwächte Schweizer Nationalmannschaft (Vorjahressieger, trainiert von Sead Hasanefendić), die Nationalmannschaft Algeriens (Teilnehmer der Weltmeisterschaft 1982, für den rumänischen Rekordmeister Steaua Bukarest, der keine Ausreisebewilligung erhalten hatte), die Finalisten des vergangenen Europapokals der Landesmeister, Honvéd Budapest und TSV St. Otmar St. Gallen (verstärkt durch Joe Keel und den Jugoslawen Pajo Pavlović vom Stadtrivalen SV Fides St. Gallen), der tschechoslowakische Meister Dukla Prag sowie die Erstligisten MTSV Schwabing (Deutschland), KFUM Århus (Dänemark) und RK Medveščak Zagreb (Jugoslawien).
Im Endspiel überraschte Dukla Prag um den besten Torhüter der Veranstaltung Michal Barda, den Routinier Ladislav Salivar und den Kreisläufer Jiří Kotrč, indem sie während der zweiten Halbzeit den beim Budapester Gegner überragenden Weitschützen Péter Kovács, der als attraktivster Spieler des Turniers ausgezeichnet und mit 32 Treffern überlegen Torschützenkönig wurde, durch eine enge Manndeckung überwiegend lahmlegten; das Finale endete mit 20:18 (9:10) für die Tschechoslowaken.

## Resultate

### Vorrunde
Gruppe 1 (Gossau)
| Pl. | Verein                   | Sp. | S | U | N | Tore    | Diff. | Punkte |
| --- | ------------------------ | --- | - | - | - | ------- | ----- | ------ |
| 1.  | RK Medveščak Zagreb      | 3   | 2 | 1 | 0 | 049:440 | +5    | 05:10  |
| 2.  | Honvéd Budapest          | 3   | 1 | 1 | 1 | 049:500 | −1    | 03:30  |
| 3.  | KFUM Århus               | 3   | 1 | 0 | 2 | 037:380 | −1    | 02:40  |
| 4.  | TSV St. Otmar St. Gallen | 3   | 1 | 0 | 2 | 042:450 | −3    | 02:40  |

| 1. Januar 1983 15:30 Uhr | TSV St. Otmar St. Gallen | 5:12 | KFUM Århus | Buechenwaldhalle, Gossau |
| 1. Januar 1983 15:30 Uhr | (2:6)                    |      |            | Buechenwaldhalle, Gossau |
| 1. Januar 1983 15:30 Uhr |                          |      |            | Buechenwaldhalle, Gossau |

| 1. Januar 1983 | Honvéd Budapest | 16:16 | RK Medveščak Zagreb | Buechenwaldhalle, Gossau |
| 1. Januar 1983 | (7:9)           |       |                     | Buechenwaldhalle, Gossau |
| 1. Januar 1983 |                 |       |                     | Buechenwaldhalle, Gossau |

| 1. Januar 1983 | RK Medveščak Zagreb | 18:17 | TSV St. Otmar St. Gallen | Buechenwaldhalle, Gossau |
| 1. Januar 1983 | (11:9)              |       |                          | Buechenwaldhalle, Gossau |
| 1. Januar 1983 |                     |       |                          | Buechenwaldhalle, Gossau |

| 1. Januar 1983 | KFUM Århus | 14:18 | Honvéd Budapest | Buechenwaldhalle, Gossau |
| 1. Januar 1983 | (7:8)      |       |                 | Buechenwaldhalle, Gossau |
| 1. Januar 1983 |            |       |                 | Buechenwaldhalle, Gossau |

| 1. Januar 1983 | Honvéd Budapest | 15:20 | TSV St. Otmar St. Gallen | Buechenwaldhalle, Gossau |
| 1. Januar 1983 | (6:9)           |       |                          | Buechenwaldhalle, Gossau |
| 1. Januar 1983 |                 |       |                          | Buechenwaldhalle, Gossau |

| 1. Januar 1983 | RK Medveščak Zagreb | 15:11 | KFUM Århus | Buechenwaldhalle, Gossau |
| 1. Januar 1983 | (7:3)               |       |            | Buechenwaldhalle, Gossau |
| 1. Januar 1983 |                     |       |            | Buechenwaldhalle, Gossau |

Gruppe 2 (Winterthur)
| Pl. | Verein         | Sp. | S | U | N | Tore    | Diff. | Punkte |
| --- | -------------- | --- | - | - | - | ------- | ----- | ------ |
| 1.  | MTSV Schwabing | 3   | 2 | 1 | 0 | 042:380 | +4    | 05:10  |
| 2.  | Dukla Prag     | 3   | 2 | 0 | 1 | 052:390 | +13   | 04:20  |
| 3.  | Schweiz        | 3   | 1 | 0 | 2 | 038:430 | −5    | 02:40  |
| 4.  | Algerien       | 3   | 0 | 1 | 2 | 042:540 | −12   | 01:50  |

| 1. Januar 1983 15:30 Uhr | Dukla Prag | 13:14 | MTSV Schwabing | Eulachhalle, Winterthur |
| 1. Januar 1983 15:30 Uhr | (7:8)      |       |                | Eulachhalle, Winterthur |
| 1. Januar 1983 15:30 Uhr |            |       |                | Eulachhalle, Winterthur |

| 1. Januar 1983 | Schweiz | 17:13 | Algerien | Eulachhalle, Winterthur |
| 1. Januar 1983 | (9:7)   |       |          | Eulachhalle, Winterthur |
| 1. Januar 1983 |         |       |          | Eulachhalle, Winterthur |

| 1. Januar 1983 | Schweiz | 10:13 | MTSV Schwabing | Eulachhalle, Winterthur |
| 1. Januar 1983 | (5:6)   |       |                | Eulachhalle, Winterthur |
| 1. Januar 1983 |         |       |                | Eulachhalle, Winterthur |

| 1. Januar 1983 | Algerien | 14:22 | Dukla Prag | Eulachhalle, Winterthur |
| 1. Januar 1983 | (9:8)    |       |            | Eulachhalle, Winterthur |
| 1. Januar 1983 |          |       |            | Eulachhalle, Winterthur |

| 1. Januar 1983 | MTSV Schwabing | 15:15 | Algerien | Eulachhalle, Winterthur |
| 1. Januar 1983 | (9:6)          |       |          | Eulachhalle, Winterthur |
| 1. Januar 1983 |                |       |          | Eulachhalle, Winterthur |

| 1. Januar 1983 | Schweiz | 11:17 | Dukla Prag | Eulachhalle, Winterthur |
| 1. Januar 1983 | (9:8)   |       |            | Eulachhalle, Winterthur |
| 1. Januar 1983 |         |       |            | Eulachhalle, Winterthur |

### Finalrunde
Platzierungsrunde 5 bis 8
| 2. Januar 1983 | (W3) Schweiz | 15:13 | TSV St. Otmar St. Gallen (G4) | Eulachhalle, Winterthur |
| 2. Januar 1983 | (9:7)        |       |                               | Eulachhalle, Winterthur |
| 2. Januar 1983 |              |       |                               | Eulachhalle, Winterthur |

| 2. Januar 1983 | (G3) KFUM Århus | 9:14 | Algerien (W4) | Eulachhalle, Winterthur |
| 2. Januar 1983 | (5:6)           |      |               | Eulachhalle, Winterthur |
| 2. Januar 1983 |                 |      |               | Eulachhalle, Winterthur |

Halbfinale
| 2. Januar 1983 | (G1) RK Medveščak Zagreb | 11:14 | Dukla Prag (W2) | Eulachhalle, Winterthur |
| 2. Januar 1983 | (5:8)                    |       |                 | Eulachhalle, Winterthur |
| 2. Januar 1983 |                          |       |                 | Eulachhalle, Winterthur |

| 2. Januar 1983 | (G2) Honvéd Budapest | 25:14 | MTSV Schwabing (W1) | Eulachhalle, Winterthur |
| 2. Januar 1983 | (10:7)               |       |                     | Eulachhalle, Winterthur |
| 2. Januar 1983 |                      |       |                     | Eulachhalle, Winterthur |

Spiel um Platz 7
| 2. Januar 1983 | TSV St. Otmar St. Gallen | 15:10 | KFUM Århus | Eulachhalle, Winterthur |
| 2. Januar 1983 | (7:5)                    |       |            | Eulachhalle, Winterthur |
| 2. Januar 1983 |                          |       |            | Eulachhalle, Winterthur |

Spiel um Platz 5
| 2. Januar 1983 | Schweiz | 15:11 | Algerien | Eulachhalle, Winterthur |
| 2. Januar 1983 | (6:3)   |       |          | Eulachhalle, Winterthur |
| 2. Januar 1983 |         |       |          | Eulachhalle, Winterthur |

Spiel um Platz 3
| 2. Januar 1983 | RK Medveščak Zagreb | 17:15 | MTSV Schwabing | Eulachhalle, Winterthur |
| 2. Januar 1983 | (6:8)               |       |                | Eulachhalle, Winterthur |
| 2. Januar 1983 |                     |       |                | Eulachhalle, Winterthur |

Finale
| 2. Januar 1983 | Dukla Prag | 20:18 | Honvéd Budapest | Eulachhalle, Winterthur |
| 2. Januar 1983 | (9:10)     |       |                 | Eulachhalle, Winterthur |
| 2. Januar 1983 |            |       |                 | Eulachhalle, Winterthur |

## Statistiken

### Torschützenliste
| Pl. | Spieler                                                                             | Mannschaft               | Tore     |
| --- | ----------------------------------------------------------------------------------- | ------------------------ | -------- |
| 1.  | Péter Kovács                                                                        | Honvéd Budapest          | 32       |
| 2.  | Peter Őri                                                                           | Honvéd Budapest          | 26       |
| 3.  | Abdelkrim Hamiche                                                                   | Algerien                 | 21       |
| 3.  | Jochen Frank                                                                        | MTSV Schwabing           | 21       |
| 5.  | Pajo Pavlović                                                                       | TSV St. Otmar St. Gallen | 17       |
|     | Jürgen Bätschmann Maximilian Delhees Hans Huber Heinz Feigl Markus Lehmann Gassmann | Schweiz                  | 11 9 8 6 |